# Statens Kunstfond
Statens Kunstfond ist eine staatliche Einrichtung zur Förderung dänischer Kunst. Die Stiftung wurde ohne nennenswertes Stiftungsvermögen errichtet, sie erhält jährlich Mittel aus dem Haushaltsplan. Ihr Sitz liegt am H.C. Andersens Boulevard im Zentrum Kopenhagens.

## Geschichte
Der erste Statens Kunstfond wurde 1956 unter dem Dach des Bildungsministeriums gegründet, um die Ausgestaltung staatlicher Gebäude und Anlagen mit Kunst zu gewährleisten (Kunst am Bau). 1961 wurde die Kunststiftung dem neu geschaffenen Kulturministerium zugeordnet. Am 27. Mai 1964 verabschiedete das dänische Parlament Folketing das Gesetz Nr. 170, das die staatliche Kulturförderung grundlegend neu ordnete. Sie wurde auf Bildende Kunst, Literatur und Tonkunst ausgeweitet. Später kamen auch Kunsthandwerk (ab 1969), Architektur (ab 1978) sowie Film und Theater (ab 1994) hinzu. Treibende Kraft hinter dem Gesetz war der sozialdemokratische Kulturminister Julius Bomholt (1896–1969).
Eine wichtige Voraussetzung bildete ein Gesetz von 1956 über künstlerische Gestaltung, das unter der Federführung Bomholts auf Druck mehrerer tausend Künstler entstanden war. Unter anderem wurde auf einer großen Demonstration vor dem Parlamentssitz Christiansborg eine weitreichende Unterstützung durch den Staat gefordert. Davon erhoffte man sich bessere Arbeitsbedingungen und mehr Aufträge, was wiederum die Produktion bedeutender Kunst erhöhen würde. Die neue Gesetzgebung ermöglichte unter anderem die künstlerische Ausgestaltung öffentlicher Gebäude und Pensionszahlungen an dänische Künstler (und ihre verwitweten Ehepartner).
Die staatliche Kunstförderung durch Statens Kunstfond stieß rasch auf heftigen Widerstand. Der Lagerverwalter Peter Rindal (1923–2009) initiierte 1965 eine Unterschriftenaktion, bei der mehr als 60.000 Unterschriften gesammelt werden konnten. Sie wandte sich insbesondere gegen die Ankäufe moderner Kunst aus Steuermitteln. Künstler, deren Werke beim Publikum nicht verfingen, seien auch keiner Förderung würdig. Abstrakte Kunst sei im Grunde genommen nur Scharlatanerie. Auch trat in der Debatte zutage, dass sich viele Bürger in der dänischen Provinz von der Metropole Kopenhagen fremdbestimmt fühlten, kulturell wie politisch. Die nach Rindal Rindalisme (dt. Rindalismus) genannte Strömung blieb jedoch weitgehend wirkungslos. Die populistische Fortschrittspartei entsandte Rindal später in den Verwaltungsrat von Statens Kunstfond.

## Organisation
Geleitet wird Statens Kunstfond von einem sechsköpfigen Vorstand. Ein Verwaltungsrat überprüft die Tätigkeiten des Fonds, er besteht derzeit aus 48 Mitgliedern, die von verschiedenen Institutionen und Organisationen des Kulturlebens benannt werden.
Die meisten Entscheidungen werden in den acht Fachausschüsse getroffen: Sie bestehen aus jeweils drei Mitgliedern, die vom dänischen Kulturminister für drei Jahre ernannt werden. Die Fachausschüsse urteilen dabei auch über künstlerische Qualität. Die Fachausschüsse beraten und beschließen über die Verwendung der zugeteilten Haushaltsmittel (Zahlen für 2013):
- Architektur (Arkitekturudvalget), 1,2 Millionen Euro
- Bildende Kunst (Det Billedkunstneriske Indkøbs- og Legatudvalg), 3 Millionen Euro
- Film und Theater (Film- og Scenekunstudvalget), 1,1 Millionen Euro
- Kunsthandwerk und Design (Kunsthåndværk- og Designudvalget), 1,8 Millionen Euro
- Literatur (Litteraturudvalget), 2,2 Millionen Euro
- Klassische Musik (Tonekunstudvalget for Klassisk Musik), 1 Million Euro
- Zeitgenössische Musik (Tonekunstudvalget for Rytmisk Musik), 1,1 Millionen Euro
- Kunst im Öffentlichen Raum (Udvalget for Kunst i det Offentlige Rum), 1,7 Millionen Euro

## Förderinstrumente
Es gibt eine Vielzahl von Förderinstrumenten: Arbeitsstipendien, Reisezuschüsse, Ankäufe, Prämierungen, Auftragsarbeiten, Wettbewerbe.
Arbeitsstipendien sind auf maximal drei Jahre befristet. Das Gesetz ermöglicht auch die lebenslange Förderung von derzeit 275 Künstlerinnen und Künstlern. Kandidaten für diese Förderung werden vom Verwaltungsrat vorgeschlagen und nach Zustimmung des Haushaltsausschusses des Parlaments vom Kulturminister ausgezeichnet. Der Großteil der Künstlerlöhne muss mit den steuerpflichtigen Einkünften verrechnet werden, so dass die Jahresgehälter zwischen 2.200 und 20.500 Euro schwanken.
2013 konnten die Fachausschüsse über insgesamt 13,2 Millionen Euro verfügen. Für lebenslange Künstlerlöhne und -renten standen zusätzlich 4,2 Millionen Euro bereit.